# The Best History of CHARCOAL FILTER
『The Best History of CHARCOAL FILTER』（ザ・ベスト・ヒストリー・オブ・チャコールフィルター）は、日本のロックバンド、CHARCOAL FILTERのベスト・アルバム。

## 概要
- 『C☆BEST+ Flying Hi-High』以来7年振りのベスト・アルバム。
- デビューから現在までの楽曲の中で、主に2001年以前、2003年以降の楽曲の中から厳選して収録された。そのほとんどが、アルバム未収録及び未収録バージョンで構成されている。中には入手困難の楽曲、大塚雄三作詞作曲の新曲も収録されている。

## 収録曲
- ☆…アルバム未収録及び未収録バージョン　★…新曲

1. Answer ★
  - 初収録の新曲。アルバム『CHARCOAL FILTER』以来約3年振りに亀田誠治が編曲に参加している。
2. 19
  - 1stアルバム『Gimme a light』収録曲。今作に収録されたことで入手困難な状況を脱した。
3. Life goes on ☆
  - 2ndシングル曲。シングルバージョンアルバム初収録。
4. Don't miss it ☆
  - 3rdシングル曲。シングルバージョンアルバム初収録。
5. Tightrope ☆
  - 4thシングル曲。シングルバージョンアルバム初収録。
6. 手紙 〜Original Band Version〜 ☆
  - 3rdアルバム『PANIC POP』に収録された、「手紙」のオリジナルバージョン。
7. 絆 ☆
  - 九州限定で発売された5thシングル曲。
8. 卒業 〜贈ることバージョン〜 ☆
  - 10thシングル『White winter song』に収録された、「卒業」のリアレンジバージョン。
9. Seeds of future
  - 4thアルバム『MADE IN Hi-High』収録曲。
10. 虹
  - 12thシングル曲。
11. 皐月
  - 5thアルバム『HAPPY SET』収録曲。
12. BY MY SIDE ☆
  - 11thシングル曲。アルバム初収録。
13. one Days
  - 13thシングル曲。
14. a party song
  - 7thアルバム『Gimme a light 2』収録曲。
15. Brand-New Myself 2006 ☆
  - コンピレーションアルバム『Gimme MUSIC』に収録された、「Brand-New Myself 〜僕にできること」の2006年新録バージョン。
16. Peace People
  - 8thアルバム『心の来た道』収録曲。
17. 明日へ放て
  - 9thアルバム『Everything you know is wrong』収録曲。
18. エール
  - 9thアルバム『Everything you know is wrong』収録曲。

### クレジット
- 作詞：大塚雄三（全曲）
- 作曲：大塚雄三（#1, 15）　CHARCOAL FILTER（#2〜7, 9, 14, 16）　安井佑輝（#8, 17, 18）　小名川高弘（8, 10～13）
- 編曲：CHARCOAL FILTER（全曲）　亀田誠治（#1, 8〜13,）　林部直樹（#6）　三上武志（#7）